# Punctacteon eloiseae
Punctacteon eloiseae is een slakkensoort uit de familie van de Acteonidae. De wetenschappelijke naam van de soort is voor het eerst geldig gepubliceerd in 1973 door Abbott.